# Wladimir Wassiljewitsch Druschnikow
Wladimir Wassiljewitsch Druschnikow (russisch Владимир Васильевич Дружников; * 30. Juni 1922 in Moskau, Sowjetrussland; † 20. Februar 1994 ebenda, Russische Föderation) war ein sowjetischer bzw. russischer Theater- und Film-Schauspieler sowie Synchronsprecher.

## Leben und Leistungen
Der aus geordneten Verhältnissen stammende Druschnikow besuchte die 53. Moskauer Mittelschule und schloss sich nach seinem Abschluss dem Zentralen Kindertheater an, wo er bis 1943 verblieb und zahlreiche Hauptrollen spielte. Aufgrund des Krieges wurde die Theatertruppe nach Sibirien evakuiert, kehrte aber 1943 zurück. Am 20. Oktober dieses Jahres öffnete die Schauspielschule des Theaters, wo Druschnikow anschließend studierte. Ab 1945 trat er am Moskauer Staatlichen Theater der Filmschauspieler auf. Noch im gleichen Jahr gab Druschnikow als tragender Nebencharakter Grigori Nesnamow in Ohne Schuld schuldig sein Filmdebüt und beendete daher seine Ausbildung ohne Abschluss. Regisseur Wladimir Petrow III. hatte beim Zentralen Kindertheater eigentlich nach einem Hauptdarsteller für sein Werk gesucht und entdeckte den jungen Moskauer eher zufällig.
Bereits Druschnikows drittes Engagement, der preisgekrönte Märchenfilm Die steinerne Blume brachte ihm die erste Hauptrolle. Er trat in zahlreichen Historienfilmen auf, u. a. als Dichter und Revolutionär Kondrati Rylejew in Glinka (1946), als Partisan Konstantin Saslonow im gleichnamigen Film (1949) des Studios Belarusfilm sowie in Костёр бессмертия (Kostjor bessmertija, 1955) in der Rolle des Giordano Bruno. Er war auch an den Tschechow-Verfilmungen Die Grille (1955) und Das Duell (1961) beteiligt, in letzterem in der Hauptrolle. Seinen letzten Auftritt als Hauptdarsteller hatte Druschnikow 1968 in Der geheimnisvolle Mönch. Darüber hinaus war er regelmäßig als Synchronsprecher tätig und lieh Rollen in russischsprachigen Fassungen vieler internationaler Filme seine Stimme. Zu den von ihm gesprochenen Schauspielern gehören Yul Brynner in Die glorreichen Sieben, Laurence Olivier in Spartacus, Fred MacMurray in Das Appartement, Rex Harrison in Cleopatra, Jean Marais in der Fantomas-Trilogie, Gojko Mitić in mehreren Filmen, Orson Welles in Kampf um Rom, Burt Lancaster in Gewalt und Leidenschaft und Jason Robards in Hurricane. Er war außerdem am Animationsfilm Das Geheimnis des Dritten Planeten (1981) beteiligt.
Druschnikow war bis kurz vor seinem Tod aktiv und wirkte als Darsteller an über 50 Filmen sowie als Synchronsprecher an rund 90 weiteren mit. Er starb 71-jährig in Moskau, seine Urne wurde auf dem Friedhof Trojekurowo beigesetzt.

## Ehrungen
1948 erhielt Druschnikow den Stalinpreis erster Klasse für Das Lied von Sibirien und 4 Jahre später den Stalinpreis dritter Klasse für Konstantin Saslonow. Am 26. November 1965 wurde er zum Verdienten Künstler der RSFSR und am 28. März 1974 zum Volkskünstler der RSFSR ernannt. Druschnikow war außerdem zweifacher Träger des Ordens Zeichen der Ehre, die Verleihungen fanden am 6. März 1950 und 29. Juni 1982 statt. Die Schauspielerin Tamara Sjomina, seine Partnerin am Theater und im Film Die Schenke in der Pjatnitzkaja (1977), würdigte ihn als „außergewöhnlichen Schauspieler“.
Druschnikow wurde 1999 mit einem Beitrag in Leonid Filatows Dokumentarfilmreihe Чтобы помнили (deutsch: Zum Gedenken) bedacht.

## Filmografie (Auswahl)
- 1945: Ohne Schuld schuldig (Bes winy winowatyje)
- 1946: Glinka
- 1946: Die steinerne Blume (Kamenny zwetok)
- 1947: Das Lied von Sibirien (Skasanije o semle Sibirskoi)
- 1949: Konstantin Saslonow
- 1950: Die Kumpels von Donbass (Donezkije schachtjory)
- 1950: Beherrscher der Luft (Schukowski)
- 1953: Segel im Sturm (Admiral Uschakow)
- 1953: Söhne der Heimat (Tschest towarischtscha)
- 1953: Schiffe stürmen Bastionen (Korabli schturmujut bastiony)
- 1954: Gefährliche Pfade (Opasnyje tropy)
- 1955: Die Grille (Poprygunja)
- 1956: Ein ungewöhnlicher Sommer (Neobyknowennoje leto)
- 1956: Frühe Freuden (Perwyje radosti)
- 1957: Deckname Schwalbe (Lastotschka)
- 1959: Menschen auf der Brücke (Ljudi na mostu)
- 1961: Das Duell (Duel)
- 1965: Sonderauftrag (Tschreswytschainoje porutschenije)
- 1967: Der zehnte Schritt (Desjaty schag)
- 1968: Der geheimnisvolle Mönch (Tanistwenny monach)
- 1970: Waterloo
- 1971: Offiziere (Ofizery)
- 1976: Die Erben (Nasledniki) (TV-Miniserie)
- 1978: Die Schenke in der Pjatnitzkaja (Traktir na Pjatnizkoi)
- 1980: Die Eisfee (Lednjanaja wnutschka)
- 1982: Die Mahnung
- 1983: Auktion (Aukzion)
- 1983: Erwachen (Prpbuschdenije)
- 1985: Der Tanzplatz (Tanzploschtschadka)

## Synchronsprecher (Auswahl)
- 1953: Ein Herz und eine Krone (Римские каникулы)
- 1956: Krieg und Frieden (Война и мир)
- 1957: Duell am Steuer (Адские водители)
- 1958: Der Prozeß wird vertagt (Процесс откладывается)
- 1960: Die glorreichen Sieben (Великолепная семёрка)
- 1960: Das Appartement (Квартира)
- 1960: Spartacus (Спартак)
- 1961: Der Löwe von Sparta (300 спартанцев)
- 1961: Alba Regia… bitte kommen (Альба Регия)
- 1961: Das Wunder des Malachias (Чудо отца Малахиаса)
- 1963: Cleopatra (Клеопатра)
- 1964: Das Lied vom Trompeter (Минута молчания)
- 1964: Pension Boulanka (Пансион Буланка)
- 1964: Fantomas (Фантомас)
- 1964: Fackeln im Wald (Цвета борьбы)
- 1965: Das weiße Moor (Цвета борьбы)
- 1965: Geschichte meiner Dummheit (История моей глупости)
- 1965: Fantomas gegen Interpol (Фантомас разбушевался)
- 1966: Komödiantenwagen (Люди из фургонов)
- 1966: Schatten über Notre-Dame (Тени над Нотр-Дам) (ungelistet)
- 1967: Männer in Nacht und Flammen (Диверсанты)
- 1967: Spur des Falken (След сокола)
- 1967: Fantomas bedroht die Welt (Фантомас против Скотланд-Ярда)
- 1967: Chingachgook, die große Schlange (Чингачгук - Большой Змей)
- 1968: Weiße Wölfe (Белые волки)
- 1968: Mackenna’s Gold (Золото Маккенны)
- 1968: Die Puppe (Кукла)
- 1968: Pan Wołodyjowski (Пан Володыёвский)
- 1968/69: Kampf um Rom (Битва за Рим)
- 1969: Aradhana (Преданность)
- 1970: Tuuline rand (Берег ветров)
- 1971: Osceola (Оцеола)
- 1972: Heiduckenabenteuer – Die Jagd nach dem Brautschatz (Приданое княжны Ралу)
- 1972: Das Geheimnis des großen Erzählers (Секрет великого рассказчика)
- 1973: Capcana (Капкан)
- 1974: Gewalt und Leidenschaft (Семейный портрет в интерьере)
- 1974: Mord im Orient-Expreß (Убийство в Восточном экспрессе)
- 1976: Die Unschuld (Невинный)
- 1977: Das Geld liegt auf der Straße (Забавные приключения Дика и Джейн)
- 1977: Der Fall Serrano (Смерть негодяя)
- 1978: Der Windhund (Кто есть кто?)
- 1979: Hallo – ich mag dich (Говорите, мне интересно)
- 1979: Das Leben ist wunderbar (Жизнь прекрасна)
- 1979: Hurricane (Ураган)
- 1980: Der Regenschirmmörder (Укол зонтиком)
- 1981: Il faut tuer Birgit Haas (Надо убить Биргит Хаас)
- 1981: Das Geheimnis des Dritten Planeten (Тайна третьей планеты)
- 1982: Tootsie (Тутси)
- 1982: Tausend Milliarden Dollar (Тысяча миллиардов долларов)
- 1983: Taqdeer (Сокровища древнего храма)
- 1985: Lady Jane – Königin für neun Tage (Леди Джейн)